# Puente San Miguel (Piura)
El Puente San Miguel (antiguamente conocido como Puente Viejo) es un puente ubicado en la ciudad de Piura, al norte del Perú. El puente cruza el río Piura, conectando los distritos de Piura y Castilla.

## Historia
El puente San Miguel, también conocido como "Puente Viejo", se construyó a finales del siglo XIX. Fue el principal puente que cruzaba el río Piura, conectando Piura con Castilla.
En 1891, el puente Viejo colapsó a consecuencia de una crecida del caudal del río. En 1893, se reconstruyó el puente, siendo construido por los ingleses C. T. Findlay y H. Rathbone tras su paso por Piura, cuando mostraron a Miguel Checa dos diseños de puentes destinados al Asia, de los cuales uno terminó siendo usado en Piura.

En 1981, la estructura del puente colapsó parcialmente luego de que un camión intentara cruzar el puente, dañándolo severamente. Posteriormente en 1991, la Municipalidad de Piura con la ayuda del SIMA lograron restaurarlo.

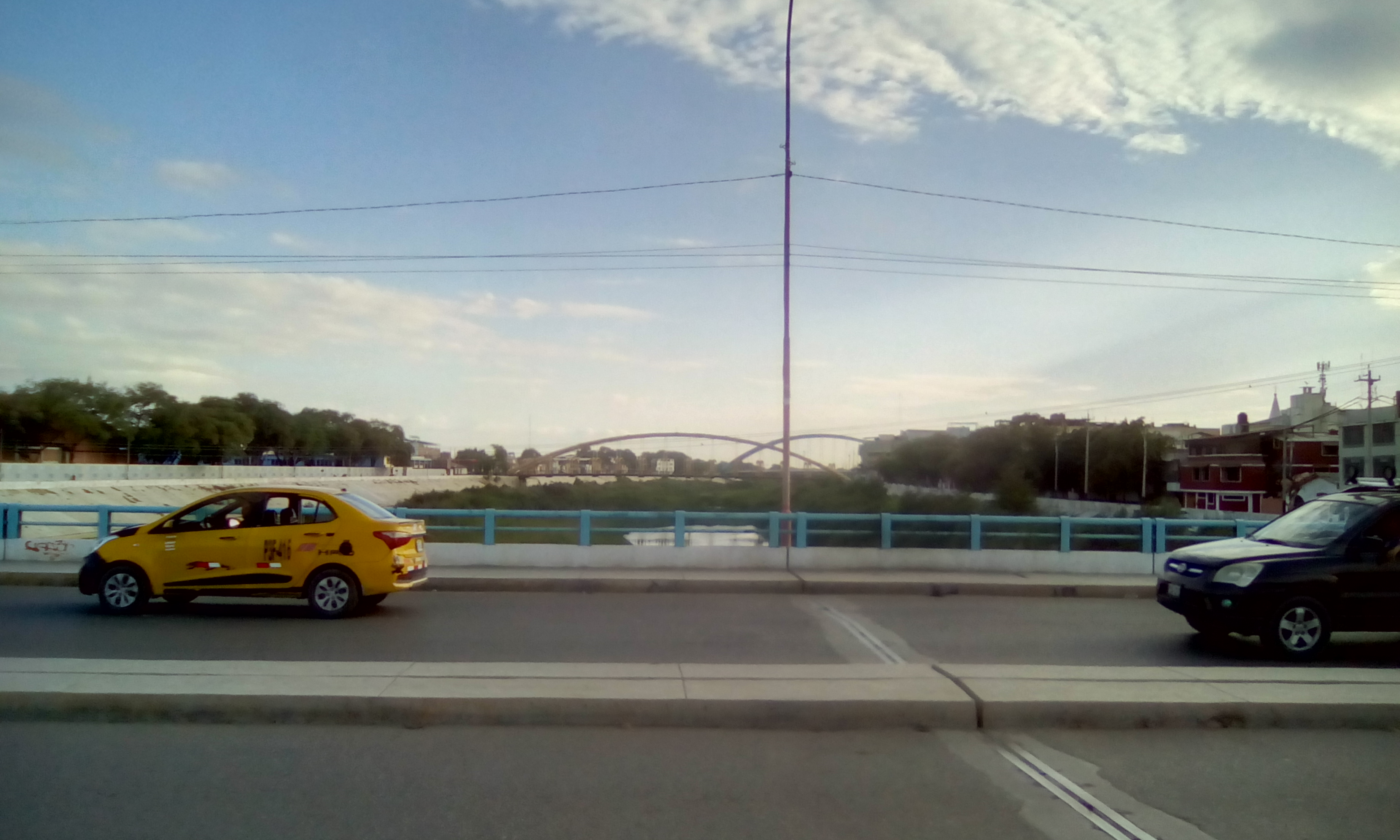
Los puentes San Miguel y Bolognesi vistos desde el puente Sánchez Cerro.

El 12 de marzo de 1998, el caudal del río Piura creció a raíz del fenómeno del Niño de 1997-1998, superando al caudal que tuvo en 1983, causando que los puentes Bolognesi y San Miguel colapsaran. Un nuevo puente colgante más angosto sería construido tiempo después.
En 2013, el Gobierno Regional de Piura, junto con el Consorcio Puente Viejo, comenzó con la construcción del nuevo puente atirantado, siendo construido en Chorrillos, Lima. El 15 de febrero de 2014, el nuevo puente San Miguel fue inaugurado.